# Camaridium burgeri
Camaridium burgeri är en orkidéart som först beskrevs av John T. Atwood, och fick sitt nu gällande namn av Mario Alberto Blanco. Camaridium burgeri ingår i släktet Camaridium och familjen orkidéer.
Artens utbredningsområde är Costa Rica. Inga underarter finns listade i Catalogue of Life.